# Державна інформаційна політика України
Держа́вна інформаці́йна полі́тика України визначається як сукупність основних напрямів і способів діяльності держави по одержанню, використанню, поширенню та зберіганню інформації.
Державну інформаційну політику розробляють і здійснюють органи державної влади загальної компетенції, а також відповідні органи спеціальної компетенції відповідно до статті 6 Закону України «Про інформацію».
Державна політика є основою функціонування інформації — реалізації права на пошук, отримання, передачу та використання інформації, зафіксованих у Загальній декларації прав людини та у Конституції України.
Державна інформаційна політика є важливою складовою зовнішньої і внутрішньої політики країни й охоплює всі сфери життєдіяльності суспільства.
Суб'єктами інформаційних відносин є: громадяни, юридичні особи, держави, міжнародні організації та особи без громадянства. Суб'єктами від імені держави виступають: Президент України, Верховна Рада України, Кабінет Міністрів, Національна рада з питань телебачення та радіомовлення та Державний комітет телебачення та радіомовлення України.
Об'єктами інформаційних відносин є: документована або публічно оголошувана інформація про події та явища в галузі політики, економіки, культури, охорони здоров'я, а також у соціальній, екологічній, міжнародній та інших сферах.

## Основні завдання державної інформаційної політики
Основними завданнями державної інформаційної політики є створення розвиненого інформаційного середовища, модернізація інформаційної інфраструктури, розвиток інформаційних і телекомунікаційних технологій, ефективне формування і використання національних інформаційних ресурсів та забезпечення вільного доступу до них, розвиток незалежних ЗМІ ізабезпечення громадян суспільно вагомою інформацією, сприяння міжнародному співтовариству в інформаційній сфері та утвердження інформаційного суверенітету України, запобігання загрозі заподіяння в процесі інформаційної діяльності шкоди життєво важливим інтересам особи, суспільства, держави.

## Головні напрями і способи державної інформаційної політики
- забезпечення доступу громадян до інформації;
- створення національних систем і мереж інформації;
- зміцнення матеріально-технічних, фінансових, організаційних;
- правових і наукових основ інформаційної діяльності;
- забезпечення ефективного використання інформації;
- сприяння постійному оновленню, збагаченню та зберіганню національних інформаційних ресурсів;
- створення загальної системи охорони інформації;
- сприяння міжнародному співробітництву в галузі інформації і гарантування інформаційного суверенітету України.

З метою удосконалення державної інформаційної політики в Україні Указом Президента від 28 квітня 2014 року «Про заходи щодо вдосконалення формування та реалізації державної політики у сфері інформаційної безпеки України» увести в дію рішення Ради національної безпеки і оборони України від 28 квітня 2014 року «Про заходи щодо вдосконалення формування та реалізації державної політики у сфері інформаційної безпеки України».

## Рішення «Про заходи щодо вдосконалення формування та реалізації державної політики у сфері інформаційної безпеки України»
Рішення містить наступні положення:
- Винести на розгляд Верховної Ради України внесення нести змін до законів України, зокрема до Законів України «Про основи національної безпеки України», «Про інформацію», «Про захист інформації в інформаційно-телекомунікаційних системах», «Про Службу безпеки України», «Про Державну службу спеціального зв'язку та захисту інформації України», для приведення національного законодавства у відповідність із міжнародними стандартами з питань інформаційної та кібернетичної безпеки, вдосконалення системи формування та реалізації державної політики у сфері інформаційної безпеки України;
- З метою розробки проекту «Закону України про кібернетичну безпеку України» необхідно опрацювати питання щодо створення національної захищеної операційної системи, національного антивірусного програмного забезпечення, спеціальних програмних і технічних засобів захисту державних інформаційних ресурсів та інформаційно-комунікаційних мереж;
- Необхідність уживання заходів щодо забезпечення поширення у світі об'єктивних відомостей про суспільно-політичну ситуацію в Україні, зокрема, шляхом створення відповідного медіа-холдингу для підготовки якісного конкурентоздатного інформаційного продукту.
- Державній службі спеціального зв'язку та захисту інформації України разом із Службою безпеки України необхідно розробити та подати на затвердження Кабінету Міністрів України заходи щодо посилення захисту державних інформаційних ресурсів від протиправного втручання та ужити додаткових заходів щодо захисту інформації з обмеженим доступом (насамперед персональних даних, що належать до конфіденційної інформації) під час її обробки в інформаційних системах.
- Міністерству закордонних справ України з метою впровадження дієвого механізму акредитації журналістів, працівників засобів масової інформації розробити порядок аналізу інформаційних матеріалів іноземних засобів масової інформації, що мають представництва в Україні та ужити заходів до активізації міжнародного співробітництва з питань протидії негативним інформаційно-психологічним впливам та кібернетичній злочинності.
- Службі безпеки України, Адміністрації Державної прикордонної служби України, Державній міграційній службі України вживати в межах компетенції в установленому порядку при вирішенні питань, пов'язаних із перебуванням на території України іноземців та осіб без громадянства, зокрема журналістів, телеоператорів, інших працівників засобів масової інформації, заходів щодо захисту національної безпеки України в інформаційній сфері, охорони громадського порядку.[4]